# اسکاتسبرا (آلاباما)
اسکاتسبرا (به انگلیسی: Scottsboro) شهری در شهرستان جکسون ایالت آلاباما است که مساحت آن ۱۴۸٫۶۸ کیلومتر مربع است و در سرشماری سال ۲۰۱۰ میلادی، ۱۴٬۷۷۰ نفر جمعیت داشته و تراکم جمعیتی آن، ۹۹٫۳۴ نفر در هر کیلومتر مربع بوده است.